# Oneida (Wisconsin)
Oneida és una població dels Estats Units a l'estat de Wisconsin. Segons el cens del 2000 tenia 4.001 habitants.

## Demografia
Segons el cens del 2000, Oneida tenia 1.070 habitants, 359 habitatges, i 250 famílies. La densitat de població era de 73,1 habitants per km².
Dels 359 habitatges en un 37,3% hi vivien nens de menys de 18 anys, en un 46% hi vivien parelles casades, en un 16,7% dones solteres, i en un 30,1% no eren unitats familiars. En el 25,3% dels habitatges hi vivien persones soles el 13,4% de les quals corresponia a persones de 65 anys o més que vivien soles. El nombre mitjà de persones vivint en cada habitatge era de 2,98 i el nombre mitjà de persones que vivien en cada família era de 3,62.
Per edats la població es repartia de la següent manera: un 35,2% tenia menys de 18 anys, un 6,6% entre 18 i 24, un 26,4% entre 25 i 44, un 21% de 45 a 60 i un 10,7% 65 anys o més.
L'edat mediana era de 33 anys. Per cada 100 dones de 18 o més anys hi havia 82,8 homes.
La renda mediana per habitatge era de 31.588 $ i la renda mediana per família de 35.288 $. Els homes tenien una renda mediana de 29.079 $ mentre que les dones 21.983 $. La renda per capita de la població era de 13.766 $. Aproximadament el 18,3% de les famílies i el 18,5% de la població estaven per davall del llindar de pobresa.

## Poblacions properes
El següent diagrama mostra les poblacions més properes.